# Placówka Straży Celnej „Łagiewniki”

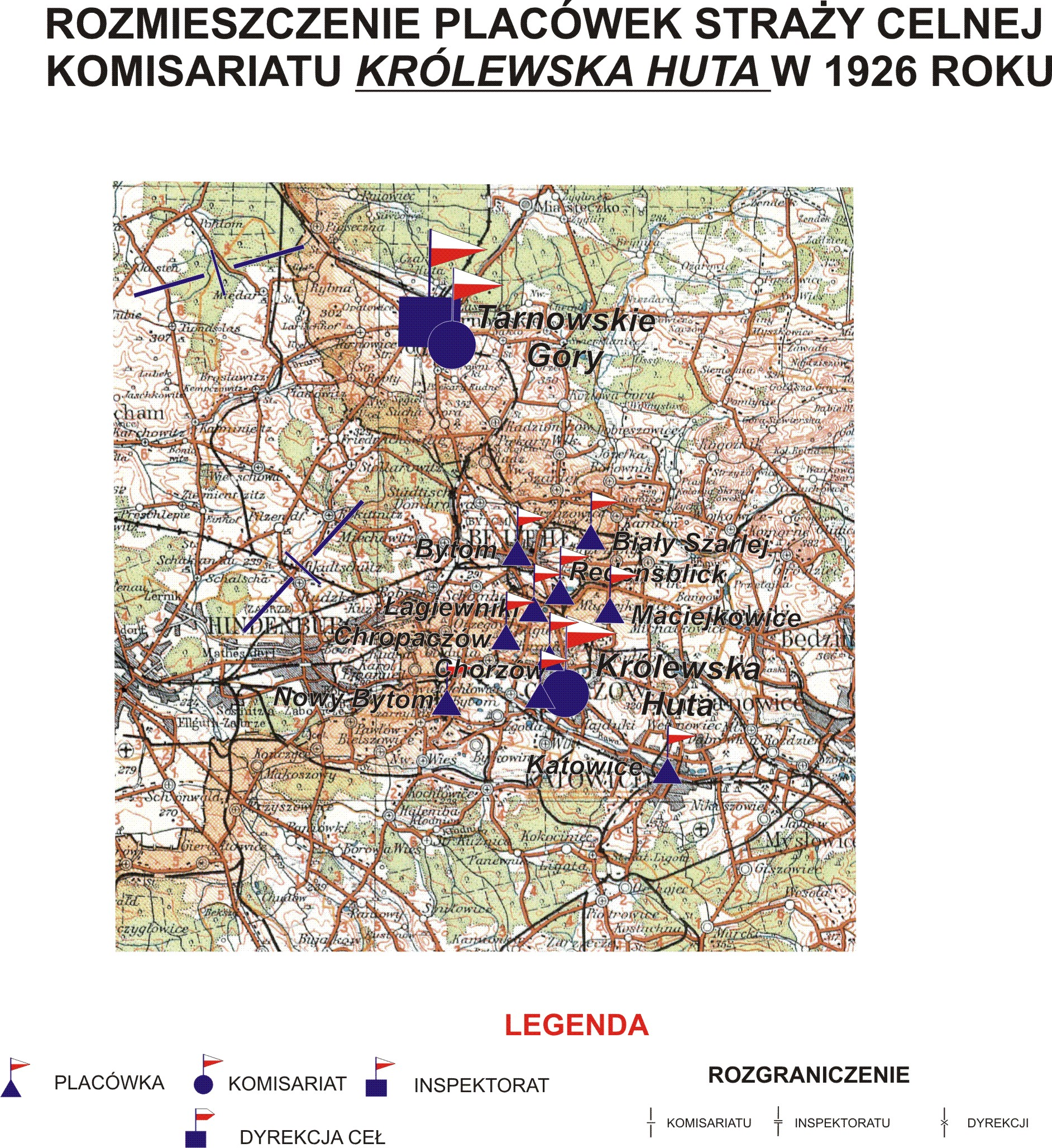
Rozmieszczenie placówek SC komisariatu Królewska Huta w 1926

Placówka Straży Celnej „Łagiewniki” – jednostka organizacyjna Straży Celnej pełniąca w okresie międzywojennym służbę ochronną na granicy polsko-niemieckiej.

## Formowanie i zmiany organizacyjne
Na wniosek Ministerstwa Skarbu, uchwałą z 10 marca 1920 roku, powołano do życia Straż Celną. Od połowy 1921 roku jednostki Straży Celnej rozpoczęły przejmowanie odcinków granicy od pododdziałów Batalionów Celnych. Proces tworzenia Straży Celnej trwał do końca 1922 roku. Placówka Straży Celnej „Łagiewniki” weszła w podporządkowanie komisariatu Straży Celnej „Królewska Huta” z Inspektoratu SC „Tarnowskie Góry”.
W drugiej połowie 1927 roku przystąpiono do gruntownej reorganizacji Straży Celnej. W praktyce skutkowało to rozwiązaniem tej formacji granicznej. Ochronę północnej, zachodniej i południowej granicy państwa przejęła powołana z dniem 2 kwietnia 1928 roku Straż Graniczna.
Rozkazem nr 4 z 30 kwietnia 1928 roku w sprawie organizacji Śląskiego Inspektoratu Okręgowego dowódca Straży Granicznej gen. bryg. Stefan Pasławski powołał komisariat Straży Granicznej „Lipiny”. Placówka Straży Granicznej I linii „Łagiewniki” znalazła się w jego strukturze.

## Funkcjonariusze placówki
Kierownicy placówki
| stopień          | imię i nazwisko, numer | okres pełnienia służby | kolejne stanowisko |
| ---------------- | ---------------------- | ---------------------- | ------------------ |
| starszy strażnik | Jan Spyra (894)        | był w 1926             |                    |

Obsada personalna placówki w 1926:
- starszy strażnik Jan Spyra (894)
- starszy strażnik Jan Śmieja (869)
- starszy strażnik Bronisław Osadnik (726)
- starszy strażnik Roman Lorek (594)
- starszy strażnik Jan Sitko (950)
- strażnik Wincenty Walke (1036)
- strażnik Ignacy Pilarski (765)
- strażnik Jan Broda (50)
- strażnik Jan Rojwa (837)
- strażnik Wincenty Pyka (779)
- strażnik Teofil Strózik (889)
- strażnik Alojzy Oprządek (731)
- strażnik Alojzy Białecki (36)
- strażnik Wilhelm Wilczek (1046)
- strażnik Rudolf Neumann (1188)
- strażnik Franciszek Tuszyński (1021)
- strażnik Józef Lokajczyk (574)
- strażnik Michał Brytka (274)
- strażnik Franciszek Donnerstag (160)
- strażnik Franciszek Olszewski (733)
- strażnik Adolf Sadowski (954)
- strażnik Władysław Berliński (90)
- strażnik Aleksander Hawrot (80)
- strażnik Jan Korus (405)
- strażnik Stanisław Eksner (306)
- strażnik Jan Kurpiel (481)
- strażnik Paweł Piekarski (788)